# 抗マラリア剤
抗マラリア剤（こうマラリアざい）は、マラリアの予防もしくは治療用として用いられる薬剤のこと。現在いくつかの種類が市販されている。以下にその一部を示す（日本未承認薬剤を含む）。

## マラリアの治療に用いられる薬剤
- メフロキン
- クロロキン
- アモディアキン
- キニーネ/キニディーネ
- アルテミシニン/アルテスネート/アルテメター
- アトバコン
- ファンシダール
- ハロファントリン

## マラリアの予防に用いられる薬剤
- メフロキン
- クロロキン
- プログアニル
- ドキシサイクリン

## 三日熱マラリアの根治に用いられる薬剤
- プリマキン